# Фельдбах (округ)
Фельдбах (нем. Bezirk Feldbach) — округ в Австрии. Центр округа — город Фельдбах. Округ входит в федеральную землю Штирия. Занимает площадь 727,26 км². Население 67 200 человек. Плотность населения 92 чел./км².

## Административные единицы
- Ауэрсбах
- Ауг-Радиш
- Бад-Глайхенберг
- Байриш-Кёльдорф
- Баумгартен-Гнас
- Брайтенфельд-ан-дер-Ритшайн
- Нойштифт-Брайтенфельд
- Санкт-Кинд
- Каг
- Эдельсбах-Фельдбах
- Эдельштауден
- Айхкёгль
- Эрберсдорф
- Миттерфладниц
- Феринг
- Хёфлах
- Петерсдорф
- Шифер
- Фельдбах
- Фладниц-им-Рабталь
- Франнах
- Фруттен-Гисельсдорф
- Глоях
- Гнас
- Фиша
- Гнас
- Гнибинг-Вайсенбах
- Госсендорф
- Хёфлах
- Граберсдорф
- Хатцендорф
- Хоэнбруг-Вайнберг
- Ягерберг
- Унгердорф (Фельдбах)
- Ягерберг
- Йонсдорф-Брун
- Капфенштайн
- Гутендорф
- Хазельбах
- Кёльдорф
- Маренсдорф
- Нойштифт
- Пихла
- Кирхбах
- Кирхбах (Штирия)
- Кирхберг-на-Рабе
- Кольберг
- Корнберг-Ригерсбург
- Крусдорф
- Лайтерсдорф-им-Рабталь
- Лёдерсдорф
- Майердорф
- Хирсдорф
- Катцельсдорф
- Кинсдорф
- Лудерсдорф
- Меркендорф
- Хаг
- Штайнбах
- Вальдсберг
- Вильхельмсдорф
- Миттерлабилль
- Мюльдорф-Фельдбах
- Обердорф-ам-Хохег
- Обершторха
- Пальдау
- Перльсдорф
- Пертльштайн
- Петерсдорф-II
- Пирхинг-ам-Траубенберг
- Церлах
- Поппендорф
- Рабау
- Ранинг
- Ригерсбург
- Альтенмаркт-Ригерсбург
- Санкт-Анна-ам-Айген
- Санкт-Штефан
- Лихендорф
- Санкт-Штефан (Розенталь)
- Шварцау-им-Шварцауталь
- Штайнц-Штраден
- Штуденцен
- Траутмансдорф (Восточная Штирия)
- Унтерауэрсбах
- Унтерлам
- Церлах